# Gucci Flip Flops
Gucci Flip Flops è un singolo della rapper statunitense Bhad Bhabie, pubblicato il 26 marzo 2018 come secondo estratto dal primo mixtape 15

## Video musicale
Il video, diretto da Nicholaus Goossen, è uscito il 1º maggio 2018. Il video si presenta parzialmente in bianco e nero, e vede Bregoli e una stereotipica famiglia statunitense davanti a una TV, guardando la stessa Bregoli cantare a colori.

## Tracce
1. Gucci Flip Flops (feat. Lil Yachty) – 2:30

## Classifiche
| Classifica (2018) | Posizione massima |
| ----------------- | ----------------- |
| Canada            | 62                |
| Stati Uniti       | 79                |